# Stelis bractescens
Stelis bractescens är en orkidéart som beskrevs av Leslie Andrew Garay. Stelis bractescens ingår i släktet Stelis och familjen orkidéer. Inga underarter finns listade i Catalogue of Life.